# Гольбрих, Соломон Михайлович
Соломо́н Миха́йлович Го́льбрих (укр. Соломон Михайлович Гольбріх, в творческих кругах — Михаил Гольбрих; 28 марта 1916, Тверь — 20 января, 2001, Киев) — советский и украинский оператор и режиссёр документального кино, фронтовой кинооператор в годы Великой Отечественной войны. Заслуженный деятель искусств Украинской ССР (1988).

## Биография
Родился в Твери в еврейской семье. С сентября 1931 по октябрь 1933 года учился в школе ФЗУ в Харькове. С 1933 по 1937 год работал на Харьковской фабрике кинохроники (Украинская кинофабрика «Союзкинохроники»). Начав как помощник оператора, уже с мая 1934 года работал оператором мультвставок, с июля 1935 года стал начальником смены кинолаборатории. С сентября 1937 года по ноябрь 1938 года служил в батальоне связи в Красной армии. 
По возвращении в Харьков — вновь на Украинской студии кинохроники ассистентом оператора. В разгар Советско-японского пограничного конфликта у реки Халхин-Гол с мая 1939 года по январь 1940 года служил в 1-м комендантском полку в МНР. С января 1940 года — на Украинской студии кинохроники в Киеве, также работал на её корпункте в Сталинске. 
С началом Великой Отечественной войны в составе 10 операторов «Укркинохроники» поступил в распоряжение Главного политического управления РККА и с июля 1941 года прикомандирован в качестве ассистента оператора во фронтовую киногруппу Юго-Западного, затем Донского фронтов. Будучи тарифицирован оператором III категории, с сентября 1942 года работал в киногруппе Сталинградского фронта, снимал в осаждённом городе с первых дней.
… Проявляет инициативу в боевых съёмках, умело заснял большое количество боевых сюжетов, дал хорошие сюжеты «В боях за Лозовую», «В освобождённом городе Ливны», «Взятие Ельца» и др.

Т. Гольбрих производил съёмки в танковых частях, пехоте и других родах войск на подступах к Сталинграду. Его материал получил высокую оценку. Особенно отличился т. Гольбрих по съёмке материала во время Сталинградской битвы, находясь в частях северо-западнее и самого города Сталинграда. 
— Нач. кинобригады ПУ в/инж. 2 ранга А. Кузнецов
С марта 1943-го снимал в киногруппе Центрального фронта, с сентября 1943-го — Степного и с июля 1944 года — в киногруппе 2-го Украинского фронта. 

Съёмки, проведённые им до начала Будапештской операции, были невысокого качества. За период с декабря по февраль работа тов. Гольбриха не отличалась особой производительностью.
В период Будапештской операции он снимал главным образом артиллерию, находясь на некотором удалении от переднего края. Оценка Москвы его материала показала, что в его съёмках нет подлинно боевых кусков.
— начальник киногруппы 2-го Украинского фронта А. Лебедев, 4 марта 1945
Прошёл службу в звании военинженера 3 ранга, затем инженера-капитана.
С апреля по июль 1945 года оставался в штате ЦСДФ, затем вернулся в Киев на Укркинохронику (в дальнейшем —Украинская студия хроникально-документальных фильмов), на которой в качестве оператора и режиссёра проработал до 1988 года. Автор более 950 сюжетов для кинопериодики «Новости дня», «Пионерия Украины», «Радянська Україна», «Советский спорт», «Союзкиножурнал», «Украина спортивная».
Член КПСС с 1955 года, член Союза кинематографистов СССР (СК Украинской ССР) с 1958 года.
Скончался 20 января 2001 года в Киеве.

### Семья
- жена — Ксения Сергеевна Гольбрих (в девичестве Кучерова), работала в дирекции ЦСДФ;
- сын — Анатолий Михайлович Кучеренко (1945—2019), организатор кинопроизводства, работал на «Укркинохронике», «Укртелефильме», в Администрации президента, на ТК «Киев»;
- дочь — Лариса Михайловна Кучерова (Гольбрих), окончила киноведческий факультет Киевского государственного института театрального искусства имени И. К. Карпенко-Карого;
- внук — Вячеслав Кучеренко, телеоператор[15].

## Фильмография
Оператор
- 1943 — Битва за нашу Советскую Украину (в соавторстве)
- 1943 — Орловская битва (в соавторстве)
- 1943 — Сталинград (в соавторстве)
- 1944 — Победа на юге / Битва на юге (в соавторстве)
- 1945 — Будапешт (фронтовой спецвыпуск № 1) (в соавторстве)
- 1945 — VII сессия Верховного Совета УССР (в соавторстве)
- 1945 — XXVIII Октябрь (в соавторстве)
- 1945 — Лауреаты конкурса музыкантов
- 1945 — Первомайский парад в Москве / Парад красоты и силы (в соавторстве)
- 1945 — Победа на Правобережной Украине и изгнание немецких захватчиков за пределы украинских советских земель (в соавторстве)
- 1945 — Праздник партизан в Словакии (в соавторстве)
- 1946 — Дакиевцы
- 1946 — Донбасс (в соавторстве)
- 1946 — Искусство Украины
- 1946 — Макеевцы
- 1946 — Справедливый приговор (в соавторстве)
- 1946 — Суд над немецкими захватчиками
- 1946 — Юбилей театра
- 1947 — Всенародный праздник (в соавторстве)
- 1947 — Днепрогэс (в соавторстве)
- 1947 — Хлеб
- 1947 — Шевченковцы (спецвыпуск киножурнала «Радянське мистецтво») (в соавторстве)
- 1948 — Путь книги
- 1949 — В возрождённом Харькове
- 1951 — Книга — народу (в соавторстве)
- 1951 — Первенство СССР по боксу 1951 года (в соавторстве)
- 1952 — Спартакиада суворовцев (в соавторстве)
- 1953 — Художники Украины на XI Республиканской выставке (в соавторстве)
- 1954 — Для советского человека
- 1955 — В одном колхозе
- 1957 — Великая битва (в соавторстве)
- 1957 — Донецкий день (в соавторстве)
- 1957 — Кем быть?
- 1957 — На кубок СССР по гимнастике (в соавторстве)
- 1958 — Великий почин (в соавторстве)
- 1958 — На воздушных трассах Украины
- 1958 — Новое в строительстве
- 1958 — Художники Украины – комсомолу
- 1959 — В нашем районе
- 1959 — На IV съезде писателей Украины
- 1959 — С киноаппаратом по Киеву
- 1959 — Первомай в Киеве
- 1960 — Пребывание Н. С. Хрущёва на Украине в декабре 1959 года
- 1960 — Украина, 1960 (в соавторстве)
- 1960 — Я – рабочий
- 1961 — Академик Некрасов
- 1961 — Гость из Цейлона (в соавторстве)
- 1961 — На Тарасовой горе (в соавторстве)
- 1961 — Украина – 1961 год
- 1962 — Великая битва на Волге (в соавторстве)
- 1962 — Добрый огонь (совместно с А. Ковальчуком)
- 1963 — Вам, двадцатилетние… (совместно с Ю. Ткаченко)
- 1963 — Искусство — народу (в соавторстве)
- 1963 — Откровенный разговор (совместно с И. Кацманом)
- 1964 — Арсенальцы
- 1964 — Большой футбол / Великий футбол
- 1964 — Выставка молодых художников
- 1964 — Мы — гвардейцы
- 1964 — На пути в Токио (в соавторстве)
- 1964 — Праздник на земле Тараса / Венец Кобзарю (в соавторстве)
- 1965 — Выдающийся советский драматург (в соавторстве)
- 1965 — День Победы (в соавторстве)
- 1965 — Матч равных (в соавторстве)
- 1965 — Салют над морем (в соавторстве)
- 1965 — Троеборье-1965. Международные конноспортивные соревнования (совместно с С. Эпштейном)
- 1966 — В двух шагах от дома
- 1966 — Диспетчеры неба
- 1966 — Киев-66 (совместно с Э. Тимлиным)
- 1966 — Трос
- 1967 — 82-я орденоносная
- 1967 — 9,95… (совместно с Я. Местечкиным)
- 1967 — Диспетчеры неба
- 1967 — Загляните к нам
- 1967 — На голубых трассах
- 1967 — Украина – любовь моя
- 1968 — Битва под Корсунем
- 1968 — Корсунь-Шевченковская битва
- 1968 — Никита Изотов. Слово о друге
- 1969 — Электрификация железных дорог
- 1970 — Бригадир
- 1971 — Дополнительные услуги
- 1971 — Общественный долг
- 1972 — Гвардии лейтенант
- 1972 — Слёт пионеров
- 1973 — Зарница, зарница
- 1973 — Звезда-звезда
- 1974 — Цветы для всех
- 1975 — Корсуньское кольцо
- 1975 — Профессия города
- 1976 — Большой театр в Киеве
- 1976 — Оборона Севастополя
- 1977 — Вечный огонь Краснодона
- 1978 — Промышленные теплицы
- 1979 — Курорт Железноводск
- 1979 — Секретарь райкома
- 1981 — Электролитьё в тяжёлом машиностроении
- 1986 — Парламентёры
- 1988 — Прогрессивные формы продаж книг

Режиссёр
- 1958 — На воздушных трассах Украины
- 1958 — Новое в строительстве
- 1958 — Художники Украины – комсомолу
- 1959 — В нашем районе
- 1959 — С киноаппаратом по Киеву
- 1962 — Добрый огонь
- 1964 — Арсенальцы
- 1964 — Большой футбол / Великий футбол
- 1964 — Выставка молодых художников
- 1964 — День Победы
- 1964 — Мы — гвардейцы
- 1964 — На пути в Токио
- 1965 — На старте воины
- 1965 — Салют над морем
- 1965 — Юбилей драматурга
- 1966 — В двух шагах от дома
- 1967 — Загляните к нам
- 1967 — На голубых трассах
- 1969 — Электрификация железных дорог
- 1971 — Дополнительные услуги
- 1971 — Общественный долг
- 1972 — Гвардии лейтенант
- 1973 — Зарница, зарница
- 1974 — Цветы для всех
- 1975 — Профессия города
- 1977 — Вечный огонь Краснодона
- 1979 — Секретарь райкома

Сценарист
- 1966 — Диспетчеры неба (в соавторстве)
- 1986 — Парламентёры (совместно с М. Вепринским)

## Награды
- заслуженный деятель искусств УССР (1988)[18];
- два ордена Отечественной войны II степени (29 марта 1943; 6 апреля 1985)[10][19];
- медаль «За оборону Сталинграда» (1944)[20];
- медаль «За победу над Германией в Великой Отечественной войне 1941—1945 гг.» (1945)[20];
- медали СССР[20];
- значок «Отличник кинематографии СССР»[17].

## Комментарии
1. ↑  Как и многие, имея тарификацию ассистента оператора, Гольбрих участвовал в съёмках наравне с другими операторами[8].
2. ↑  Гольбрих оставался оператором III категории до конца войны[9].
3. ↑  Александр Георгиевич Кузнецов был одним из инициаторов создания фронтовых киногрупп[11].
4. ↑  А. Лебедев, сам кинооператор, возглавил киногруппу 2-го Украинского фронта в ноябре 1944 года[13].
5. ↑  В Биофильмографическом справочнике «Создатели фронтовой кинолетописи» А. Дерябина (2016) датой смерти указано — 30 января[3].